# Seppo Rannikko
Seppo Rannikko (6 de abril de 1928 – 25 de noviembre de 2000) fue un músico finlandés.

## Biografía
Su nombre completo era Seppo Reino Juhani Rannikko, y nació en Tampere, Finlandia. 
A finales de la década de 1940, Seppo Rannikko se mudó a Suecia, forzado por la recesión económica. Allí trabajó durante el día en una fábrica, y por las tardes lavaba platos en un restaurante. De nuevo en Tampere, empezó a tocar el saxofón a los 24 años. Tenía como modelos musicales a seguir a músicos de bebop como Charlie Parker y Dizzy Gillespie, y tomó clases de saxofón y flauta impartidas por un músico de la Orquesta Filarmónica de Tampere. 
Inició su carrera musical en la banda de Acre Kari mediada la década de 1950. Actuó después en la orquesta de Ossi Runne, en la que cantaba Eila Pellinen, y en la de Olli Häme. Con este último tocó un par de años en ”Hämis”, actual Club Tavastia, cantando como solista Laila Kinnunen. A finales de los años 1950, la formación de Olli Häme hizo algunas grabaciones junto a Rannikko.
Iniciada la década de 1960, Rannikko se sumó a la banda de Jaakko Salo para acompañar a Vieno Kekkonen, que acababa de pasar a Scandia. Entre los conjuntos de jazz de la época con los que colaboró figura el de Herbert Katz. Pero Rannikko también estaba interesado por la música rock, llegando a ser uno de los saxofonistas pioneros de dicho estilo en Finlandia. 
A lo largo de la década, Rannikko trabajó también como productor televisivo, guionista, compositor y arreglista en el show televisivo Zero – Lentävä lautanen. Posteriormente fue arreglista y productor en la división finlandesa de la discográfica EMI. Así, arregló temas para artistas como Tapio Heinonen y Kalle Kulkevainen. 
De 1974 a 1975 Rannikko estudió arreglos y orquestación de música jazz en el Berklee College of Music, en Boston, Estados Unidos. Avanzada la década fue músico, productor y arreglista en la discográfica Fonovox. Su primer trabajo para la compañía fue el álbum Lämmöllä (1974), de Tapio Heinonen, coproducido junto a Jarmo Jylhä. En 1976 Rannikko hizo la mayor parte de los arreglos para el álbum de Reijo Taipale Juhlakonsertti. Otras producciones de Rannikko fueron algunos discos de la banda de Kullervo Linna, Jari Lappalainen, Reijo Viita y Martti Siiriäinen.
Fonovox grabó también los dos primeros álbumes en solitario de Rannikko, Sahara (1976) y Disco Jungle (1977). En los años 1970 y 1980, pudo tocar también con las formaciones Karpalo y Pedro's Heavy Gentlemen, en esta última de modo ocasional.
Pasada su trayectoria con Fonovox, Rannikko trabajó para JP-Musiikki, compañía en la que su artista principal era Jaakko Teppo, y para el que grabó temas como ”Pamela”. 
Mediados los años 1980, Seppo Rannikko hubo de abandonar su actividad como músico profesional por motivos de salud. Falleció en 2000 en Tampere, a los 72 años de edad. 

## Discografía (selección)

### Álbumes
- 1976 : Sahara, Fonovox HITLP 1007
- 1977 : Disco Jungle, Fonovox DCLP 133
- 1982 : Jailhouse Rock, JP-musiikki JPLP 2046

### Colecciones
- 2010 : Blue Suede Shoes – Kootut levytykset 1976–1983

### Singles
- 1960 : ”Hopeinen kuu”, de Olavi Virta y la Orquesta de Jaakko Salo, con Seppo Rannikko al saxofón. Scandia / Nor-Disc ND-7
- 1964 : Sam Coast (=Seppo Rannikko) & The Monsters: ”Drum Shake”, Scandia KS 545